# Raphael Hardy Filho
Raphael Hardy Filho (Viçosa, 24 de janeiro de 1917 – Santa Luzia, 6 de fevereiro de 2005) foi um arquiteto, engenheiro e professor brasileiro. Formado pela primeira turma da Escola de Arquitetura da Universidade Federal de Minas Gerais (UFMG), onde mais tarde se tornaria professor e diretor, é considerado como um dos precursores da arquitetura modernista no Brasil em Minas Gerais.
Destacou-se, dentre suas diversas obras, pela elaboração do primeiro plano urbanístico da atual cidade de Ipatinga, então chamada de Vila Operária, projetada em 1958 para servir de moradia aos trabalhadores da Usiminas. Hardy Filho também coleciona uma série de teses e artigos a respeito da arquitetura modernista em Belo Horizonte e Minas Gerais e seus projetos receberam publicações nas revistas Arquitetura, Engenharia, Urbanismo, Belas Artes e Decoração, da Escola de Arquitetura da UFMG, e Arquitetura & Engenharia. Foi laureado com a Medalha da Inconfidência.

## Biografia

### Origens, formação e influências
Raphael Hardy Filho é filho de Raphaël Hardy, arquiteto natural de Bruges, na Bélgica, formado pela Academia de Bellas Artes de Bruges, e de Marcília Silvino Hardy, nascida em Viçosa. Seu pai se estabeleceu em Viçosa para trabalhar na locação da Estrada de Ferro Leopoldina em 1915 e atuou na Primeira Guerra Mundial entre 1916 e 1918, tendo retornado ao Brasil em seguida. Na década de 1920, o casal e seus cinco filhos se mudaram para Belo Horizonte, onde Raphael buscava uma vaga na Diretoria de Obras Públicas da Prefeitura.
Na capital mineira, em 1937, Hardy Filho se formou pela primeira turma da Escola de Arquitetura da Universidade Federal de Minas Gerais, onde mais tarde se tornou professor de perspectiva, estereotomia e sombras e posteriormente diretor. Alguns de seus professores receberam formação na Escola Nacional de Belas Artes, onde foram instituídos ao academicismo, que por conseguinte foi empregado no início da Escola de Arquitetura da UFMG. Foi colega de Sylvio de Vasconcellos, a quem ajudou a projetar a própria residência em 1942. Tanto Hardy Filho quanto Sylvio de Vasconcellos entraram em contato com o modernismo nos primeiros salões de arte de Belo Horizonte, ainda na década de 30, e na década seguinte seriam instigados pela construção do Conjunto Arquitetônico da Pampulha, de Oscar Niemeyer. Assim como Raphael, Sylvio também lecionou na Escola de Arquitetura da UFMG. Dessa forma, ambos se tornaram propulsores do discernimento da arquitetura moderna em Minas Gerais.
Raphael se empregou profissionalmente pela primeira vez como auxiliar da Comissão de Obras do Obreiro em Araxá em 1938, cujo projeto despontava o conceito de cidade-jardim, tendo retornado à capital mineira no ano seguinte. Dentre os diversos cargos que ocupou posteriormente, foi presidente do Instituto de Arquitetos do Brasil (IAB) em Minas Gerais na década de 40, onde também ocupou outros postos até a década de 50; superintendente técnico da Companhia de Habitação do Estado de Minas Gerais (COHAB); e membro de comissões julgadoras do código de obras de Minas Gerais (1942), dos Salões Mineiros de Arte, do concurso nacional de projetos para a nova estação de passageiros da Central do Brasil (1948) e do concurso nacional para a sede do Banco do Comércio e Indústria de Minas Gerais em Belo Horizonte (1949).

### Ipatinga

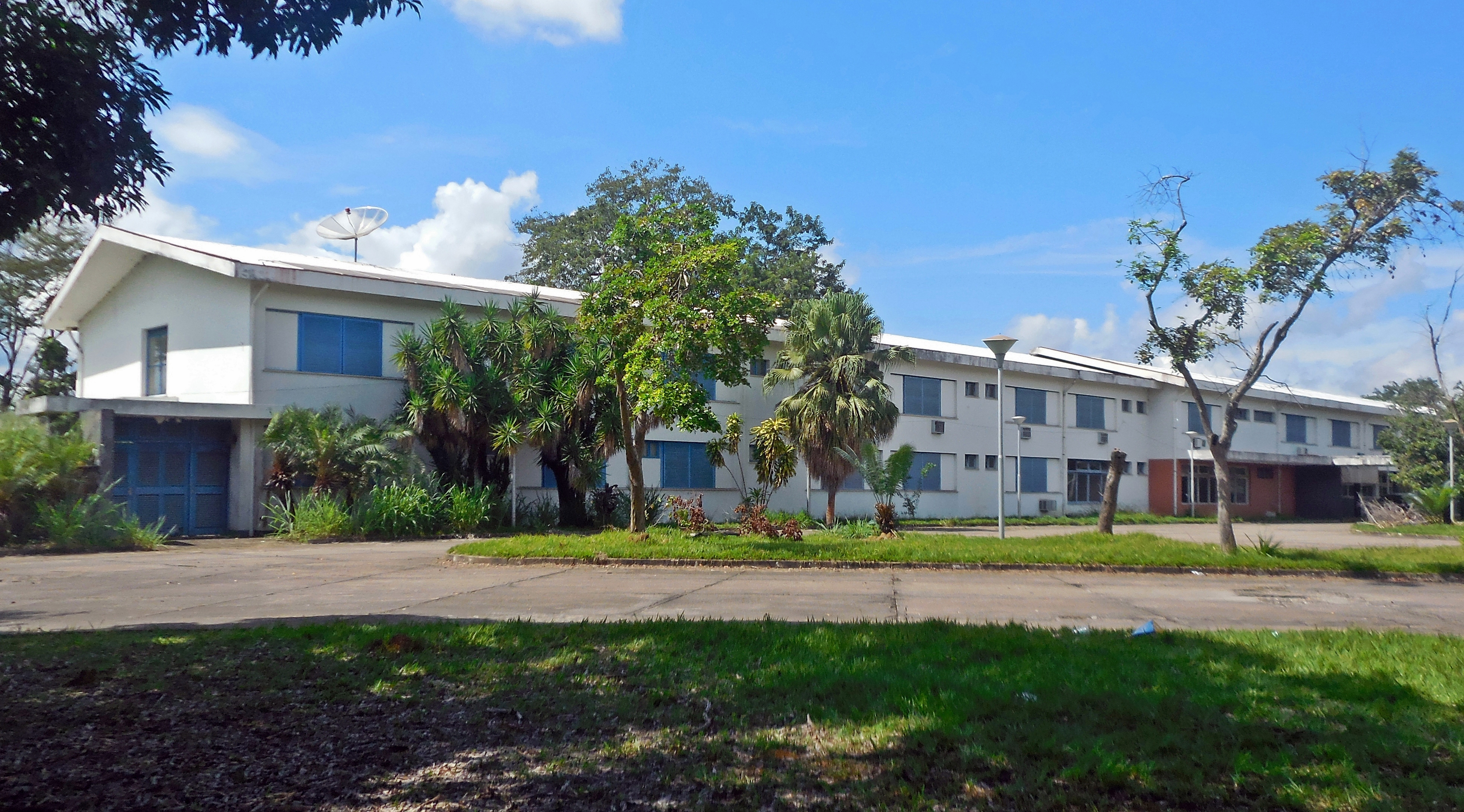
Vista do Grande Hotel Ipatinga, um dos equipamentos concebidos por Hardy Filho juntamente ao projeto urbano de Ipatinga.

Em 1958, com ajuda do arquiteto Marcelo Bhering, Hardy Filho deu início à elaboração do primeiro plano urbanístico da atual cidade de Ipatinga, então chamada de Vila Operária, projetada a pedido da Usiminas para servir de moradia a seus trabalhadores. Para isso, recusara uma proposta de trabalhar no planejamento da cidade de Brasília. O projeto, que recebeu orientação e aprovação do urbanista Lúcio Costa, segue uma tendência ao urbanismo modernista, que pode ser notada na concessão de cada bairro como uma unidade de vizinhança independente ladeada por áreas comerciais, serviços básicos e espaços de lazer. Para a elaboração, o arquiteto pesquisara o modo de vida, a constituição familiar e as opções de lazer em Volta Redonda, no estado do Rio de Janeiro, e em João Monlevade e Timóteo, que também são cidades operárias.
Os bairros da antiga Vila Operária encontram-se localizados entre o rio Piracicaba e a usina e foram distribuídos de acordo com a hierarquia da empresa, distinguindo-se entre engenheiros, técnicos, operários e chefes. Levaram-se em consideração o relevo acidentado da localidade e a arborização ao redor, além dos traçados da BR-381 e da Estrada de Ferro Vitória a Minas (EFVM). O Massacre de Ipatinga, ocorrido em 1963, contribuiu para o aceleramento da construção dos conjuntos habitacionais. Com objetivo de controlar a compra e venda de residências e terrenos e evitar que características originais do projeto fossem rompidas, Hardy Filho criou um plano habitacional em 1965, no qual fora definido que qualquer obra que fosse realizada nos complexos residenciais devia receber a aprovação de um Departamento de Habitação e Urbanismo da empresa.
Ipatinga fora um distrito de Coronel Fabriciano até 1964, quando se emancipou, sendo considerada um dos ícones do movimento moderno no Brasil, tal como Brasília, concluída em 1960. Ainda foram projetados prédios da Prefeitura, Câmara Municipal, fórum, biblioteca, agências de polícia e bombeiros e um centro comunitário. O Grande Hotel Ipatinga, localizado no bairro Castelo, também é um projeto de Hardy Filho e foi concluído em 1960, sendo tombado como patrimônio cultural ipatinguense pela lei nº 1.764, de 24 de março de 2000. Referindo-se a Ipatinga, em 1970, o arquiteto afirmou que o urbanismo devia deixar de ser uma "estreita e limitada ‘ciência’ dos planos de cidades" e se tornar a "arte e a ciência da organização dos espaços", o "urbanismo humano (...), destinado a satisfazer às necessidades básicas do ser humano tão bem definidas pela Carta de Atenas".

### Outras obras

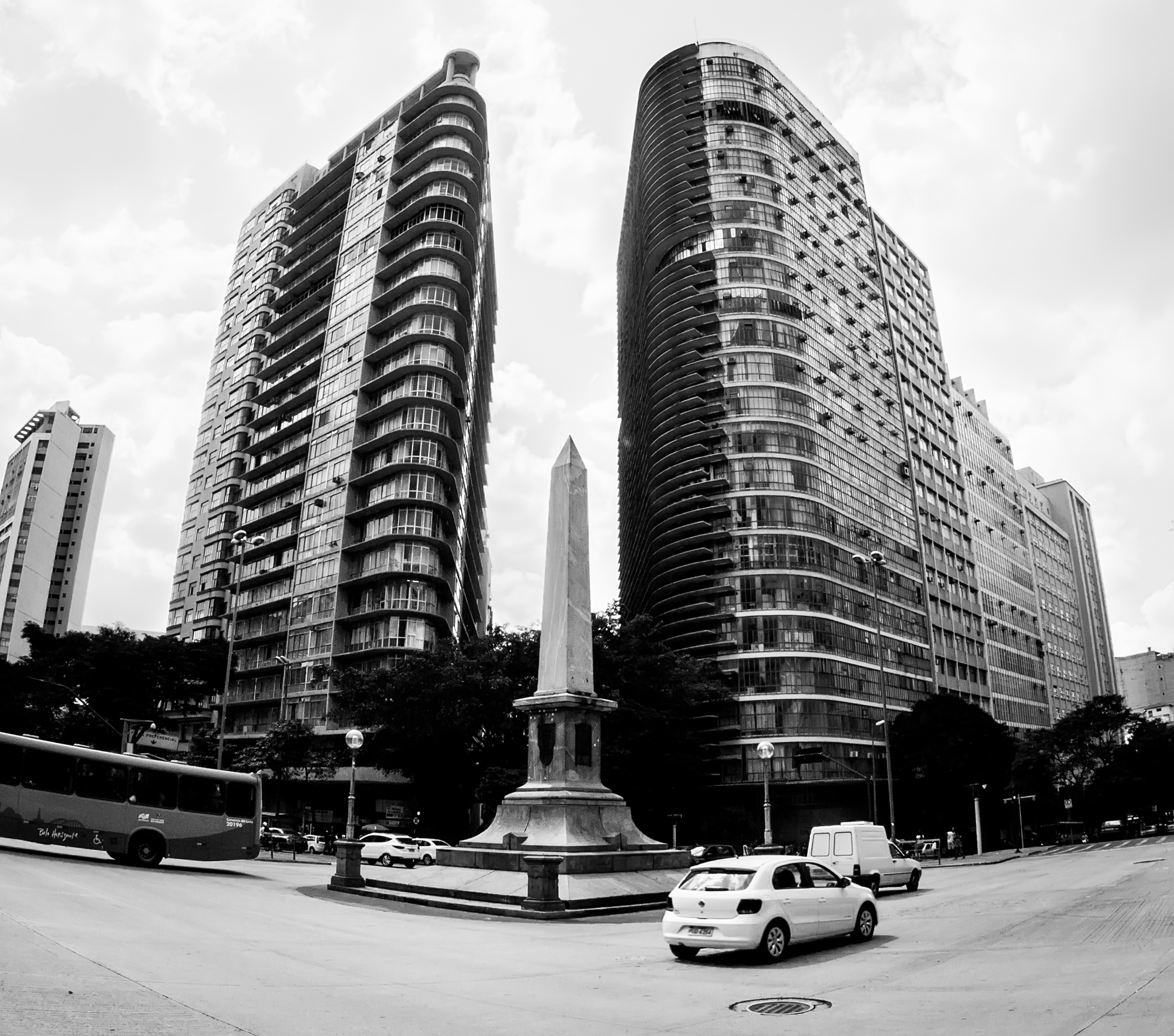
Praça Sete de Setembro, em Belo Horizonte, com o Edifício Helena Passing (1957) à esquerda, ao lado do edifício sede do Banco Mineiro da Produção (1953), projeto de Oscar Niemeyer.

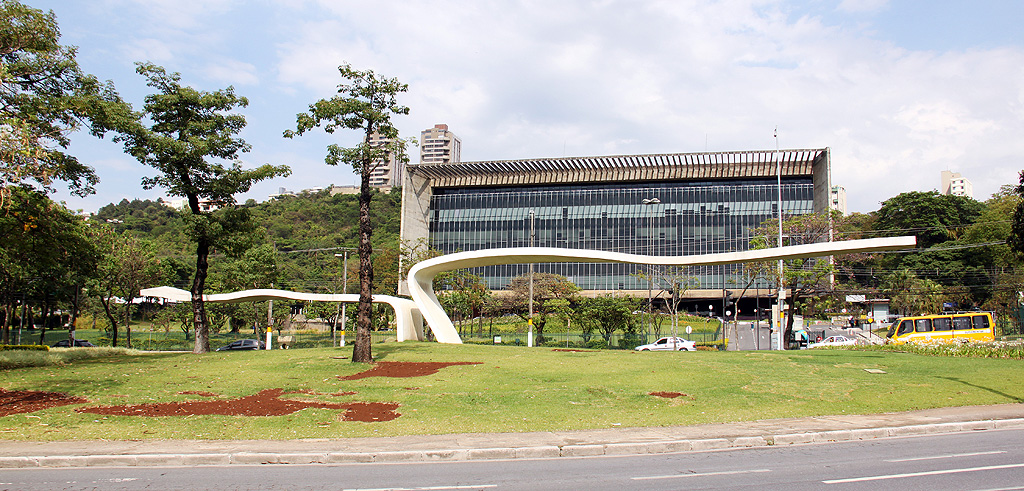
Praça Pedro Melo, na Pampulha, com a escultura da artista Tomie Ohtake (2004) e a sede da Usiminas (1980), de Hardy Filho, István Farkasvölgyi e Álvaro Hardy, em segundo plano.

Ao longo de sua carreira profissional, também se destacou com uma série de projetos em Belo Horizonte, a exemplo do Fórum Lafayette (1951), a sede do Minas Tênis Country Clube (1958), de propriedade do Minas Tênis Clube, a antiga sede do Instituto de Previdência dos Servidores do Estado de Minas Gerais (IPSEMG) na Praça da Liberdade (1965) e a sede da Usiminas na Pampulha (1980), ao lado de István Farkasvölgyi e Álvaro Hardy, seu flho. Outro trabalho relevante foi o plano urbanístico das instalações da Fertisa (incorporada mais tarde pela CODEMIG) em Araxá (1954), consideradas como um dos maiores representantes do modernismo no Triângulo Mineiro.
Além das obras supracitadas, destacam-se os seguintes projetos comerciais ou institucionais:
- Colônia de Férias, Lambari (não construída)
- Conservatório de Música, Belo Horizonte (não construído)
- Edifício Helena Passing, Belo Horizonte
- Edifício Maranhão, Belo Horizonte
- Grupo Escolar Pandiá Calógeras, em Belo Horizonte
- Hotel Ambassy, em Belo Horizonte
- Igreja Santo Antônio de Visconde do Rio Branco
- Posto de Saúde em Santa Luzia (não construído)
- Secretaria de Tribunal de Justiça, Belo Horizonte

Também cabem ser ressaltados os seguintes edifícios residenciais (todos em Belo Horizonte):
- Edifício Bom Jardim
- Edifício Leblon
- Edifício Moreira Res
- Edifício Nossa Senhora de Fátima
- Edifício Octaviano de Almeida
- Edifício Santa Mônica
- Edifício São Bernardo e São Leopoldo
- Edifício São Luiz
- Edifício Senhora do Carmo
- Edifício Vila Rica

## Vida pessoal e reconhecimento
Raphael Hardy Filho, assim como seu colega Sylvio de Vasconcellos e outros professores da Universidade Federal de Minas Gerais, sofreram denúncias de "esquerdismo" ao Departamento de Ordem Política e Social (DOPS) após 1962. No caso de Sylvio, houve uma denúncia assinada pelo Diretório Acadêmico da Escola de Arquitetura em 4 de abril de 1964, poucos dias depois do Golpe de Estado no Brasil, levando-o a se exilar no Chile, na França e em Portugal por alguns anos. Após seu retorno voltou a lecionar na UFMG, mas foi aposentado compulsoriamente em 1969, mudando-se então para os EUA. Por conta da ditadura, o ensino da Escola de Arquitetura da UFMG sofrera consideráveis mudanças, incluindo a perda de professores célebres. Hardy Filho permaneceu na instituição até 1977, quando se aposentou.
Seus projetos receberam publicações nas revistas Arquitetura, Engenharia, Urbanismo, Belas Artes e Decoração, da Escola de Arquitetura da UFMG, e Arquitetura & Engenharia. Hardy Filho também coleciona uma série de teses e artigos a respeito da arquitetura modernista em Belo Horizonte e Minas Gerais, a exemplo do artigo "Princípio para o planejamento de universidades" (1964) e do editorial "Por uma arquitetura" (1989), ambos publicados na revista Arquitetura & Engenharia. Em 1977, foi citado no Dicionário Enciclopédico de Arquitetura por Nikolaus Pevsner e Hugh Honour. Recebeu condecorações como a Medalha da Inconfidência e o título de cidadão honorário de Santa Luzia, município onde veio a falecer em 6 de fevereiro de 2005. Foi casado com Luzia Teixeira da Costa, com quem teve cinco filhos: Álvaro, Antônio, Bite, Eliane e George. Sua esposa, natural de Santa Luzia, faleceu dormindo em Santa Luzia aos 96 anos em 12 de outubro de 2015 junto de sua família.